# Эчебаррьета, Чаби
Чаби Эчебаррьета (баск. Txabi Etxebarrieta; 14 октября 1944, Бильбао, Бискайя — 7 июня 1968, Толоса, Гипускоа) — баскский революционер, один из руководителей ЭТА. Его убийство подтолкнуло ЭТА в сторону вооружённой борьбы с франкизмом.

## Биография
Во время столкновений при разгоне демонстрации в честь баскского национального дня, Чаби Эчибаррьета убил полицейского. Спустя несколько часов он был убит полицейскими, что спровоцировало массовые протесты и нападение и убийство главы полиции в Гипускоа, известного применением пыток во время допросов. После этого было введено чрезвычайное положение и участники протестов подверглись жестоким репрессиям.